# Sovjetunionens kommunistiska parti (Belarus)
Sovjetunionens kommunistiska parti i Belarus är ett vitryskt kommunistiskt och Lukasjenkovänligt parti. De ser Lukasjenko som en folkets och arbetarklassens företrädare och ställer sig starkt kritiska till det i västmedia mer kända orange Belarus kommunistiska parti. Partiet kämpar liksom Aleksandr Lukasjenko för ett närmande till Ryssland och deltar i den allryska organisationen ledd av Oleg Shenin som strävar efter ett återupprättande av Sovjetunionen, inte bara politiskt utan också geografiskt. De ställer sig försiktigt positiva till Lukasjenkos "socialt orienterade marknadsekonomi" och framhäver den som orsaken till att Belarus jämfört andra republiker i före detta Sovjetunionen har en välmående ekonomi men strävar efter fullskalig socialism på ekonomins alla områden. Internationellt samarbetsorgan är Internationella kommunistiska seminariet.